# دولت بلژیک در سنت آدرس
دولت بلژیک در سنت آدرس (انگلیسی: Belgian government at Sainte-Adresse) زمانی که بیشتر بلژیک تحت اشغال آلمان بود. دو دولت بلژیکی پی در پی در نزدیک لو هاور، در فرانسه در طول جنگ جهانی اول تأسیس شدند اولین دولت،یک دولت کاتولیک بود که در سال ۱۹۱۱انتخاب شد و تا سال ۱۹۱۶ ادامه یافت، زمانی که سوسیالیست ها و لیبرال ها به آن پیوستند و آن را به دولت د دوم تبدیل کردند که تا ۱ ژوئن ۱۹۱۸ ادامه داشت.

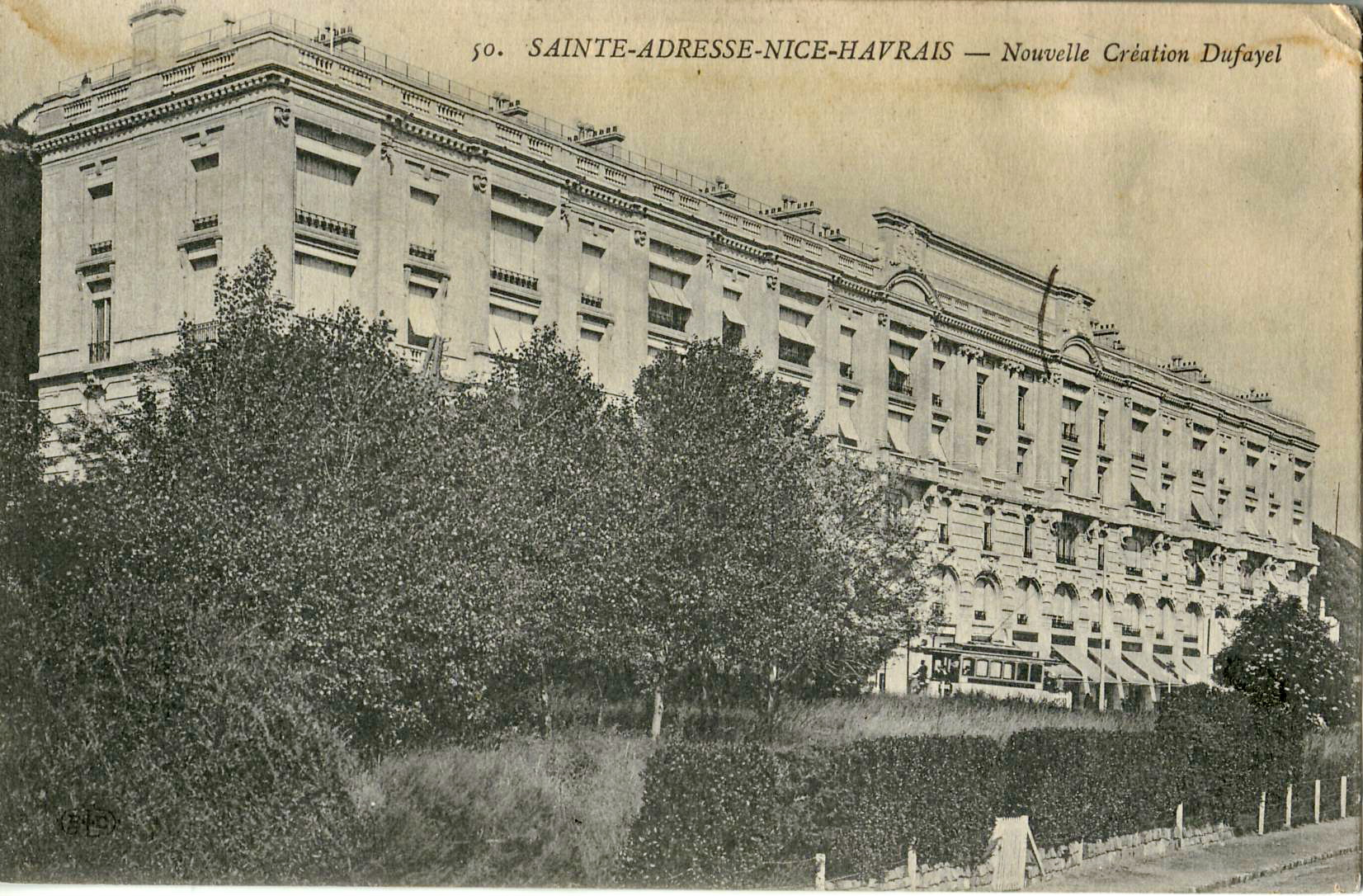
محل استقرار دولت.

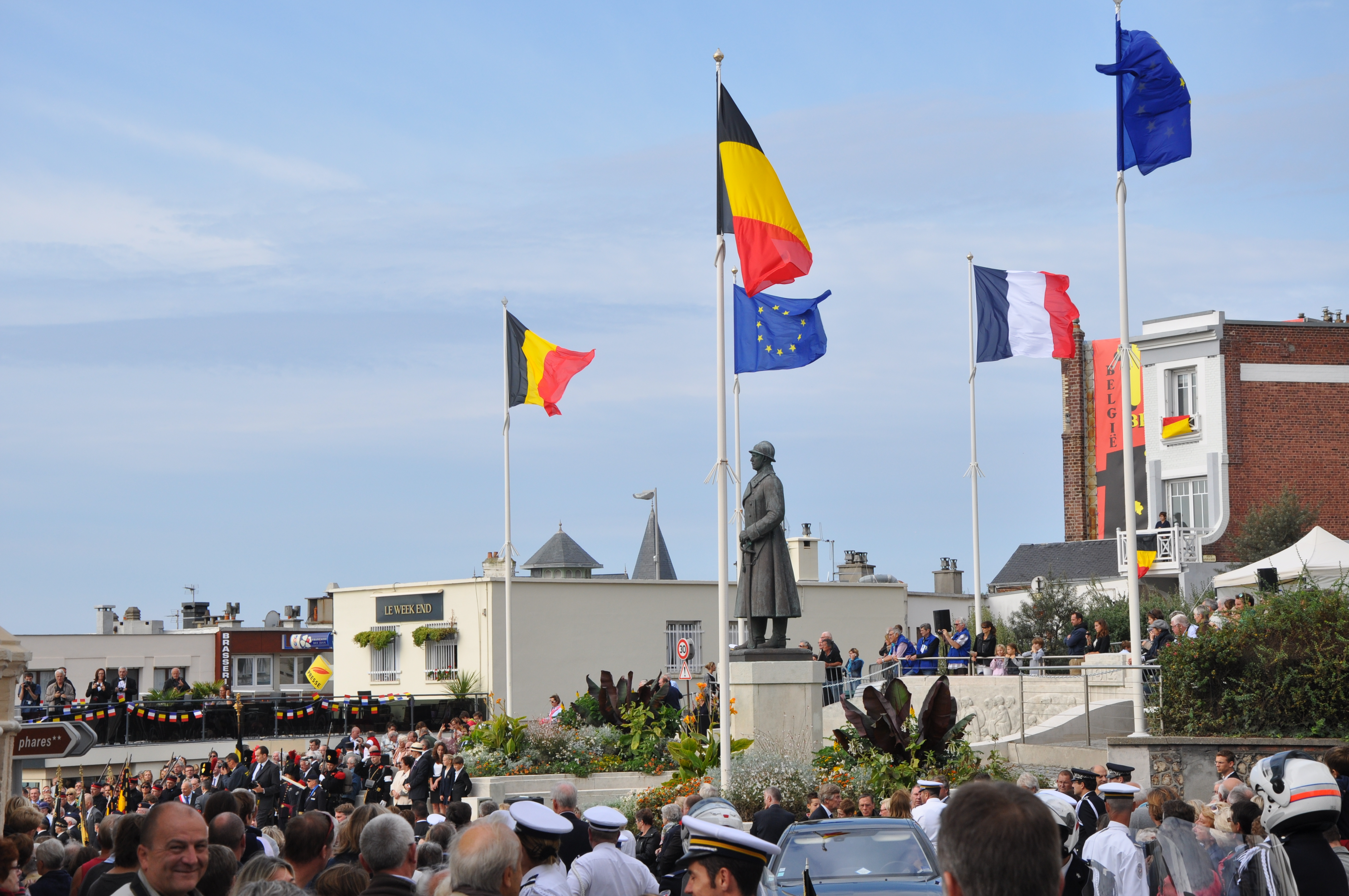
صدمین سالگرد دولت.

## فرآیند
تا اکتبر ۱۹۱۴، اکثریت قریب به اتفاق قلمرو بلژیک تحت اشغال آلمان بود. تنها بخشی از بلژیک که تحت کنترل پادشاهی بلژیک در تبعید باقی ماند، نوار بود.در اکتبر ۱۹۱۴، دولت به شهر ساحلی لو هاور فرانسه نقل مکان کرد.. کل منطقه سنت آدرس که هنوز رنگ های ملی بلژیک را بر روی سپر خود دارد، توسط دولت فرانسه به عنوان یک مرکز اداری موقت به بلژیک اجاره داده شد این منطقه جمعیت قابل توجهی از مهاجران بلژیکی داشت و حتی از تمبرهای پستی بلژیکی استفاده می کرد.پادشاه آلبرت اول در نظر داشت که ترک کشور برای او نامناسب است بنابر این به دولت نپیوست اما کارکنان خود را به سوی آن گسیل کرد.